# Doctrine Carter

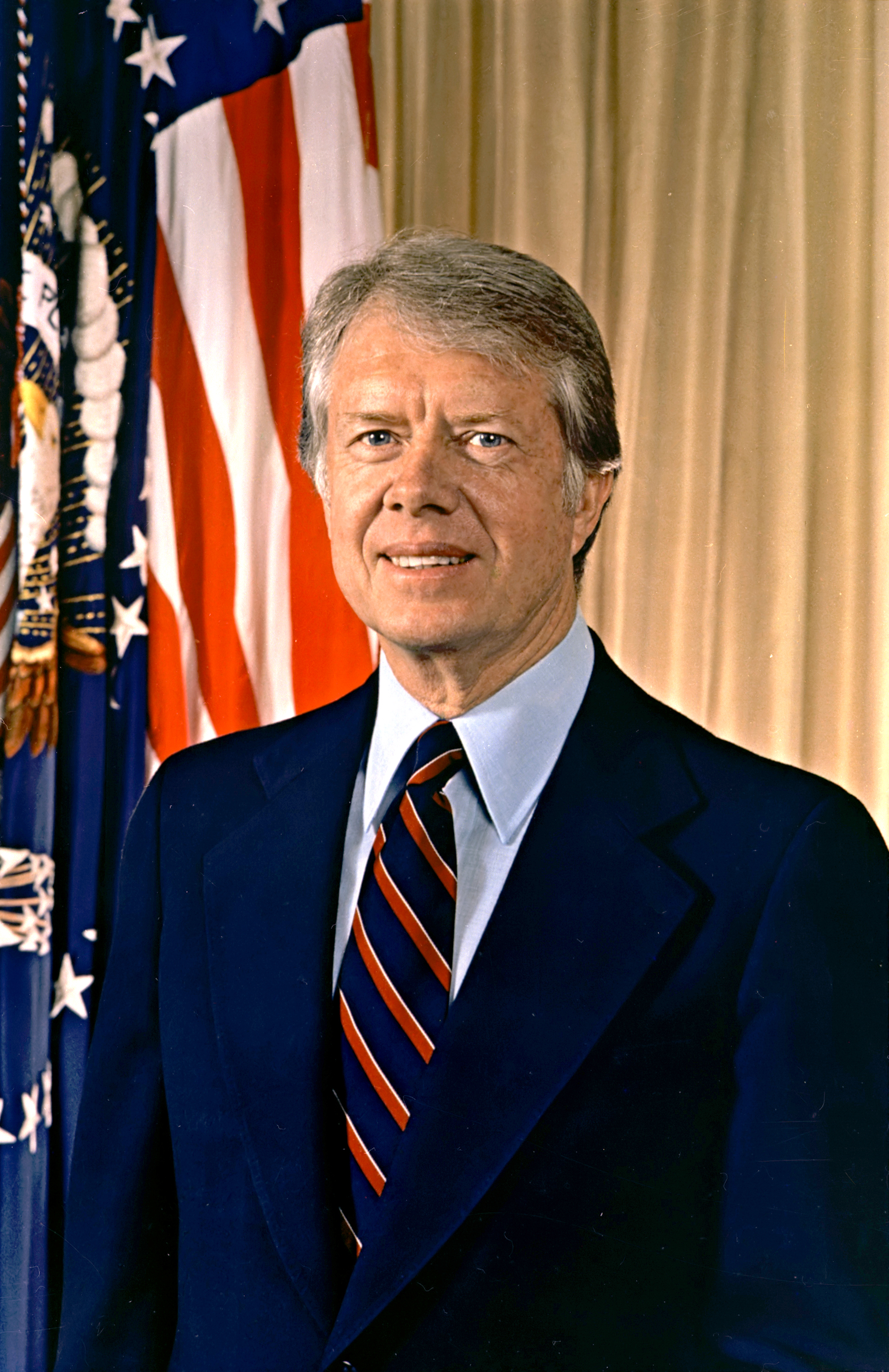
Portrait présidentiel de Jimmy Carter

La doctrine Carter est une doctrine de politique étrangère américaine formulée par le président des États-Unis Jimmy Carter dans son discours sur l'état de l'Union du 23 janvier 1980, stipulant que toute tentative de gagner le contrôle de la région du golfe Persique provoquera des représailles des États-Unis. Elle a été mise au point en réponse à l'invasion de l'Afghanistan par l'URSS en 1979 afin de dissuader l'Union soviétique, qui s'opposait aux États-Unis dans le cadre de la guerre froide, d'affirmer son hégémonie dans la région du golfe Persique. 
L'élément-clé de cette doctrine est la phrase suivante, écrite par le conseiller à la sécurité nationale Zbigniew Brzeziński :

« Notre position est extrêmement claire : toute tentative de contrôle de la région du golfe Persique par une force extérieure sera considérée comme une atteinte aux intérêts vitaux des États-Unis d'Amérique et sera réprimée par tous les moyens nécessaires, y compris par la force. »

Cette politique s'inscrit dans la continuité des doctrines Truman et Eisenhower. L'application concrète de la doctrine Carter conduit à installer des bases militaires américaines dans la région du Golfe.